# Stanley (Falklandinseln)
Stanley (früher „Port Stanley“) ist die einzige Stadt und zugleich Hauptstadt und Regierungssitz der Falklandinseln. Sie befindet sich auf Ostfalkland. Stanley ist eine Hafenstadt und hat 2460 Einwohner (Stand 2016). Sie liegt bei 51° 42′ S, 57° 51′ W.

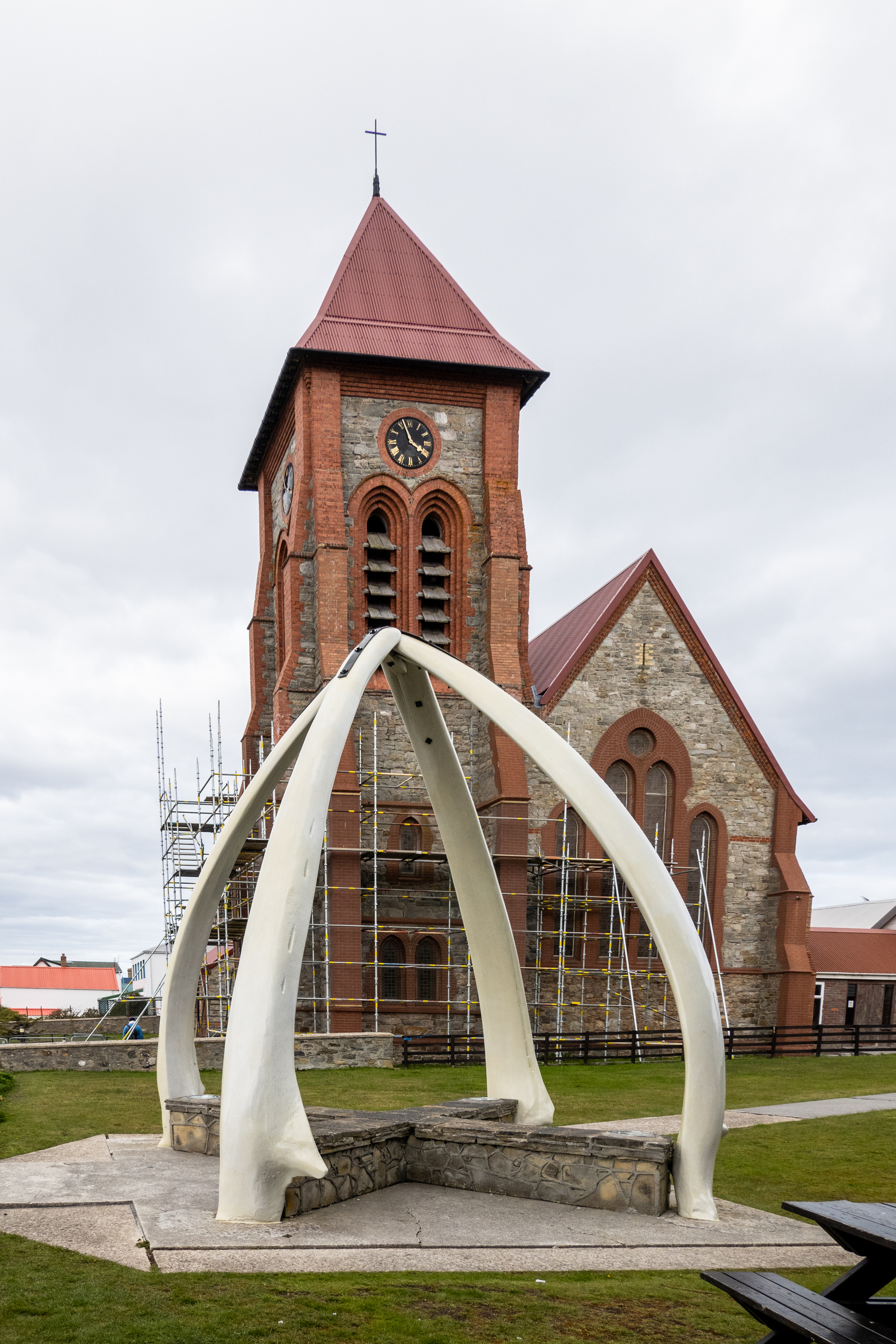
Die Christ Church Cathedral der anglikanischen Parish of the Falkland Islands in Stanley

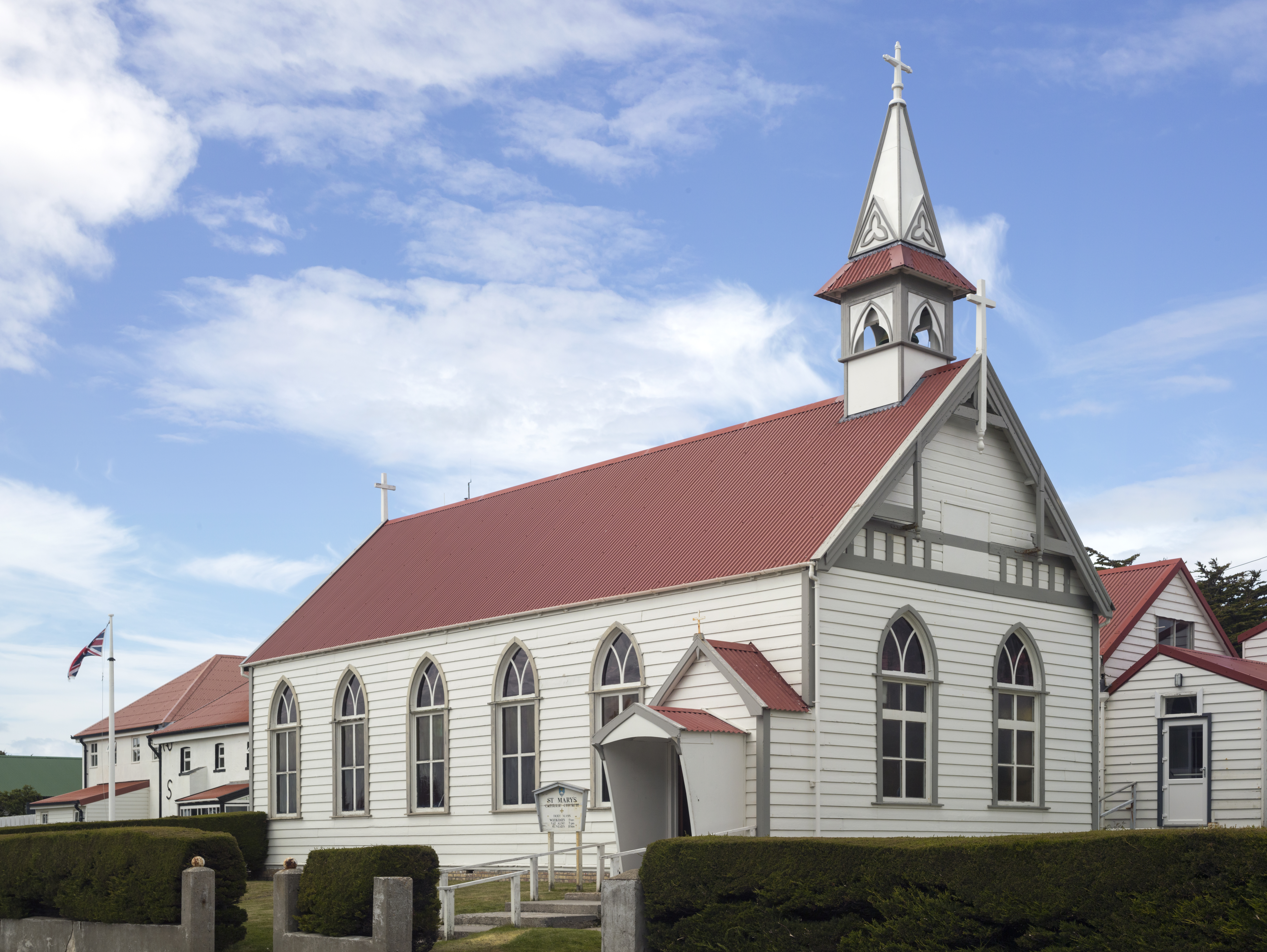
Die St. Mary’s Church der römisch-katholischen Apostolische Präfektur Falklandinseln oder Malwinen in Stanley

In der Stadt gibt es u. a. eine Schule, einen Supermarkt, ein Krankenhaus, eine Bibliothek und einige Touristenshops. Sehenswürdigkeiten sind das Museum, das Government House, Kriegsdenkmäler und die südlichste anglikanische Kirche der Welt.
Im Jahr 2022 wurde Stanley anlässlich des 70-jährigen Thronjubiläums von Elisabeth II. der besondere City Status verliehen.
Stanley ist Standort einer Ionosonde. Als Sendeantenne kommt eine an einem geerdeten, abgespannten Stahlfachwerkmast montierte Reusenantenne zum Einsatz, als Empfangsantennen dienen mehrere Rahmenantennen.

## Geschichte
Die Siedlung wurde 1843 begründet, seit 1845 ist der Ort Hauptstadt. Sie wurde nach Lord Stanley benannt, dem „Secretary of State for War and the Colonies“ Englands. Zur Zeit des Britischen Empires war der Ort eine wichtige Versorgungsstation der britischen Marine. Stanley übernahm als Tiefseehafen die Reparatur von Schiffen, wurde eine Basis für Walfänger und Robbenjäger und versorgte die Schiffe mit Kohle. Erdrutsche, ausgelöst durch intensive Torfgewinnung, führten 1879 und 1886 jeweils zu schweren Zerstörungen im Ort. 1911 hatte der Ort 916 Einwohner, während die Inseln insgesamt 3 275 Einwohner zählten.
1914 ankerten hier die britischen Kriegsschiffe, die das deutsche Ostasiengeschwader im Seegefecht bei den Falklandinseln vernichteten.
1979 wurde der Flughafen Port Stanley eröffnet. Während des Falklandkriegs 1982 besetzte Argentinien die Stadt. Sie erlitt dabei Zerstörungen, bevor britische Truppen sie zurückeroberten. Die hinterlassenen Landminen rund um Stanley wurden bis November 2020 geräumt.
Die Stadt wurde von der damaligen argentinischen Besatzungsmacht im Jahre 1982 in „Puerto Argentino“ umbenannt (Dekret 757/82 der argentinischen Militärregierung vom 23. April 1982). Dieser Name wird heute noch in Argentinien verwendet.

## Klima
In Stanley herrscht ein kaltes gemäßigtes Cfc-Klima nach Köppen & Geiger.
|                        | Jan | Feb | Mär | Apr | Mai | Jun | Jul | Aug | Sep | Okt | Nov | Dez |   |     |
| Mittl. Temperatur (°C) | 8,7 | 9,0 | 8,2 | 5,8 | 3,9 | 2,4 | 2,2 | 2,6 | 3,4 | 5,2 | 7,0 | 7,7 | ⌀ | 5,5 |
|                        |     |     |     |     |     |     |     |     |     |     |     |     |   |     |
| Niederschlag (mm)      | 78  | 55  | 44  | 46  | 58  | 47  | 50  | 42  | 36  | 34  | 41  | 72  | Σ | 603 |

|  |

|  |

|  |

|  |

|  |

|  |

|  |

|  |

|  |

|  |

|  |

|  |

|  |

|  |

|  |

|  |

|  |

|  |

|  |

|  |

|  |

|  |

|  |

|  |

## Städtepartnerschaften
- Whitby (Vereinigtes Königreich)